# Naomi (televizijska serija)
Naomi je  američka dramska televizijska serija, koju je razvila Ava DuVernay, a temelji se na istoimenoj seriji stripova DC Comicsa koju su zajedno napisali Brian Michael Bendis i David F. Walker, a ilustrirao Jamal Campbell. Ova serija nije povezana sa Arrowverseom ili DC Extended Universeom.
Premijerno je prikazana na The CW-u 11. siječnja 2022. U svibnju 2022. serija je otkazana nakon samo jedne sezone.

## Radnja
Serija se odvija u gradu Port Oswegu u Oregonu, gdje živi Naomi McDuffie, američka tinejdžerica koja obožava stripove s temom superjunaka i vlasnica jednog od najvećih obožavateljskih stranica posvećenih Supermanu. Nakon bizarnog pojavljivanja pojedinca koji može letjeti i odjevenog točno poput Supermana na nebu Port Oswega, Naomin život okrenut će se naglavačke otkrićem da je Dee, tattoo majstor iz Port Oswega u prijateljskim odnosima sa samom Naomi, zapravo Thanagarianac: upravo će on postupno otkriti djevojci svoju pravu prirodu obdarenosti izvanrednih moći.

## Pregled serije
| Sezona | Epizoda | Premijera          | Finale            |
| ------ | ------- | ------------------ | ----------------- |
| 1      | 13      | 11. siječnja 2022. | 10. svibnja 2022. |

## Glumačka postava
Glavni
- Kaci Walfall kao Naomi McDuffie, samouvjerena tinejdžerka koja voli stripove
- Mary-Charles Jones kao Annabelle, Naomina odana najbolja prijateljica
- Cranston Johnson kao Zumbado, vlasnik parkirališta
- Alexander Wraith kao Dee, vlasnik trgovine tetovažama
- Daniel Puig kao Nathan, sportaš, Naomin bivši dečko.
- Aidan Gemme kao Jacob, Annabellin dečko
- Will Meyers kao Anthony, stanovnik Port Oswega
- Camila Moreno kao Lourdes, žena sa sarkastičnim smislom za humor koja radi u kolekcionarskoj trgovini
- Mouzam Makkar kao Jennifer McDuffie, Naomina posvojiteljica, lingvistica
- Barry Watson kao Greg McDuffie, Naomin posvojitelj i aktivni vojni časnik.
- Kenneth Trujillo kao Mr. Villareal

Sporedni
- Stephanie March kao Akira

## Produkcija
Dana 4. prosinca 2020. otkriveno je da Ave DuVernay i Jill Blankenship žele da naprave televizijsku adaptaciju izmišljenog lika Naomi McDuffie. CW je 9. veljače 2021. potvrdio da je naručio pilot epizodu za seriju Naomi.
U ožujku 2021. Kaci Walfall dobiva glavnu ulogu, dok glumci Barry Watson i Mouzam Makkar glume Naomine posvojitelje.
Epizode prve sezone snimljene su Georgiji.

## Vanjske poveznice
- Službena stranica
- Naomi u internetskoj bazi filmova IMDb-a